# Picacho El Orégano
El Picacho El Orégano; también llamado “Pico del Gavilán” y “Aguiluchos del Sur”, es un pico de montaña en el municipio de Santa Catarina, estado de Nuevo León, México; aproximadamente 8 kilómetros al sur de la cabecera municipal; forma parte de la Sierra Agua del Toro, la Sierra Madre Oriental y del Parque nacional Cumbres de Monterrey, geológicamente forma parte del anticlinal Peyotillos. La cumbre alcanza los 2,250 metros sobre el nivel del mar. El terreno alrededor es montañoso, está rodeado por Cañón de la Huasteca, Cañón de San Judas, Anticlinal Agua del Toro, Cañón de Guitarritas y Sierra de San Urbano.
En las faldas del Picacho El Orégano, junto al Cañón de Guitarritas se encuentra la Loma Alta, lugar que los Huicholes consideran el origen de la creación y visitan cada año para celebrar rituales en los que veneran a la vida, la lluvia, el sol y a Tatewari.

## Toponimia
En documentos históricos se le encuentra con el nombre “Pico del Gavilán”; probablemente en referencia a los Indios Gavilanes que alguna vez habitaron estas montañas. Los lugareños le llaman llamado “Picacho El Orégano”. Entre la comunidad montañista local es llamado “Aguiluchos del Sur”, por un antiguo club de montañismo llamado “Aguiluchos”.

## Clima
La temperatura media anual es 19 °C, el mes más caluroso es junio con temperatura promedio es 24 °C y el más frío es diciembre con 12 °C. La precipitación media anual es de 860 milímetros, el mes más húmedo es septiembre con un promedio de 289 mm de precipitación y el más seco es enero con 21 mm de precipitación.

## Deportes de montaña
Durante otoño e invierno, el ascenso al pico es una excursión popular entre montañistas locales, pese a que es recorrido demandante por sus 1,440 metros de desnivel y la dificultad del terreno. No se recomienda hacer el ascenso en verano.